# Pino de Juan Molinera
El pino de Juan Molinera es un árbol singular español ubicado en Abengibre, provincia de Albacete que fue el Árbol del Año 2025 en España.

## Descripción
Se trata de un pinus pinea ubicado en una loma en el arroyo de Abengibre. Tiene casi 20 metros de altura y unos cuatro siglos de edad, lo que lo convierte en uno de los mayores de su especie. Su copa se asemeja a una gran carpa de circo. Cuenta con 3,8 metros de perímetro en la base de su tronco.

## Historia
Recibió su nombre de Juan Molinera, el dueño de la finca donde se ubica. El Instituto de Estudios Albacetenses de la Diputación Provincial de Albacete, lo catalogó como Árbol Singular.
En diciembre de 2024 fue nombrado Árbol del Año 2025 en España por la ONG Bosques sin Fronteras. Este árbol se convirtió en el representante de España al concurso europeo Tree of the Year organizado por la Fundación Alianza. Tras la campaña realizada por Lalachus en el programa de RTVE La Revuelta, el Pino de Juan Molinera obtuvo el tercer puesto en el certamen, por detrás del árbol candidato de Polonia, «Corazón de las Colinas Dalkowskie», y el de Portugal, «El Baniano de los Enamorados».